# Lars-Erik Larsson
Lars-Erik Vilner Larsson (Åkarp, 15 mei 1908 – Helsingborg, 27 december 1986) was een Zweeds componist, muziekpedagoog, dirigent, muziekproducent, organist en muziekcriticus.

## Levensloop
Larsson behaalde het diploma als organist in 1924 in Växjö en studeerde van 1925 tot 1929 aan de Kungliga Musikhögskolan in Stockholm bij Ernst Ellberg (compositie) en bij Olallo Morales (orkestdirectie). Met een studiebeurs van de Zweedse regering kon hij in 1929 en 1930 in Wenen bij Alban Berg en in Leipzig bij Fritz Reuter studeren. 
Toen hij terugkeerde naar Zweden werd hij correpetitor bij het orkest van het Koninklijk Theater in Stockholm (1930-1931). Vanaf 1932 doceerde hij muziek in Malmö en Lund. Van 1933 tot 1937 werkte hij eveneens als muziekcriticus bij het Lunds Dagblad. Van 1937 tot 1954 werkte hij als dirigent en muziekproducent bij het Radiotjänst (nu de Zweedse Radio). In deze functie heeft hij ook het Koninklijk Filharmonisch Orkest van Stockholm gedirigeerd, dat toen - voordat het Symfonieorkest van de Zweedse Radio in 1965 werd opgericht - nog vele muziekuitzendingen verzorgde. Verder dirigeerde hij tot 1953 het Zweeds Radio Kamerorkest. 
Van 1947 tot 1959 werkte hij eveneens als docent aan de Kungliga Musikhögskolan in Stockholm alsook van 1961 tot 1965 als directeur van de muziekafdeling van de Universiteit van Uppsala. Larsson was van 1939 tot 1963 bestuurslid van de Föreningen Svenska Tonsättare (Zweedse componistenvereniging); van 1942 tot 1947 was hij tweede voorzitter. In 1977 ontving hij de Zweedse koninklijke onderscheiding Litteris et Artibus.
In 1971 verhuisde hij naar Helsingborg, waar hij als vrije en onafhankelijke componist werkte. Als componist is hij vooral bekend voor zijn orkestwerken, maar hij schreef ook kamermuziek, vocale muziek en filmmuziek. De internationale doorbraak als componist bereikte hij met zijn Sinfonietta voor strijkorkest, die op 5 april 1934 tijdens het Festival van de International Society for Contemporary Music (ISCM) in Florence succesrijk in première ging. De meest uitgevoerde werken zijn misschien Förklädd gud, voor gemengd koor en orkest, op. 24 op een tekst van Hjalmar Gullberg en zijn Pastoral Suite, voor orkest, op. 19. 
Larsson is op de "Pålsjö kyrkogård", een begraafplaats in de buurt van Helsingborg begraven. In de stad Lund is een gymnasium naar hem vernoemd, het "Lars-Erik Larsson-gymnasiet".

## Composities

### Werken voor orkest

#### Symfonieën
- 1927-1928 Symfonie nr. 1 in D majeur, op. 2 
  1. Allegro moderato
  2. Adagio
  3. Scherzo. Allegro vivace
  4. Finale. Allegro con spirito
- 1936-1937 Symfonie nr. 2, op. 17
  1. Allegro con moto
  2. Andante
  3. Moderato. Prestissimo
- 1944-1945 Symfonie nr. 3 in c mineur, op. 34 
  1. Allegro con brio
  2. Adagio ma non troppo
  3. Prestissimo - Andante - Prestissimo
  4. Andante maestoso - Allegro molto

#### Concerten voor instrumenten en orkest
- 1934 Concert, voor saxofoon en strijkorkest, op. 14 - opgedragen aan Sigurd Rascher
- 1947 Concert, voor cello en orkest, op. 37
- 1952 Concert, voor viool en orkest, op. 42
  1. Moderato
  2. Andante pastorale
  3. Lento
- 1955 Tolv concertini (Twaalf concertini), voor verschillende soloinstrumenten en strijkorkest, op. 45 nr. 1-12
  1. voor dwarsfluit (1955)
  2. voor hobo (1955)
  3. voor klarinet (1957)
  4. voor fagot (1955)
  5. voor hoorn (1955)
  6. voor trompet (1957)
  7. voor trombone (1955)
  8. voor viool (1957)
  9. voor altviool (1957)
  10. voor cello (1956)
  11. voor contrabas (1957)
  12. voor piano (1957)

#### Andere werken voor orkest
- 1929 Concertouverture nr. 1, op. 4
- 1930 Symfonische schetsen, op. 5
- 1932 Sinfonietta, voor strijkorkest, op. 10
- 1934 Kleine serenade, voor strijkorkest, op. 12
- 1934 Concertouverture nr. 2, op. 13
- 1935 Divertimento nr. 2, voor kamerorkest, op. 15
- 1936 Serenade, voor 2 violen, cello (solo) en strijkorkest
- 1937 Pastorale, voor dwarsfluit, klarinet, harp en klein strijkorkest
- 1938 En vintersaga, voor orkest, op. 18
- 1938 Pastoralsvit, voor kamerorkest, op. 19
  1. Ouverture
  2. Romance
  3. Allegro
- 1939 Feestmuziek voor orkest, op. 22
- 1941 Det svenska landet, lyrische suite voor klein strijkorkest, op. 27
- 1943-1944 Gustaviansk svit, voor dwarsfluit, klavecimbel en strijkorkest, op. 28
  1. Entrada
  2. Pastorale
  3. Andante grazioso
  4. Arietta
  5. Festivo
- 1944 Twee stukken voor strijkorkest
- 1949 Muziek voor orkest, op. 40
- 1960 Adagio, voor strijkorkest, op. 48
- 1960 Drie orkeststukken, op. 49
- 1961 Intrada, voor orkest
- 1962 Variaties, voor orkest, op. 50
- 1967 Lyrisk fantasi, voor kamerorkest, op. 54
- 1971 Due auguri, voor orkest, op. 62
- 1973 Barococo, suite voor orkest, op. 64
- 1980 Musica permutatio, voor orkest, op. 66

### Werken voor harmonieorkest
- 1936 Liten marsch (Kleine mars)
- 1979 Concertino, voor trombone en harmonieorkest op. 45 nr. 7 - bewerkt door Stig Gustafson

### Missen en andere kerkmuziek
- 1946 Kyrie och Agnus Dei, voor tweestemmig kinder- of vrouwenkoor
- 1954 Missa brevis, mis voor driestemmig gemengd koor
- 1964 Intrada solemnis, voor drie koren, 3 trompetten, 3 trombones en orgel - tekst: Aartsbisschop Stefan

### Muziektheater

#### Opera's
| Voltooid in    | titel                       | aktes               | première                                     | libretto                          |
| -------------- | --------------------------- | ------------------- | -------------------------------------------- | --------------------------------- |
| 1930-1936      | Princessan av Cypern, op. 9 | 4 bedrijven         | 29 april 1937, Stockholm, Koninklijk theater | Zacharias Topelius, naar Kalevala |
| 1938; rev.1968 | Arresten på Bohus           | 2 bedrijven         | 1 januari 1981, Stockholm, Zweedse televisie | Alf Henrikson                     |
|                | Domedagshästen              |                     |                                              |                                   |
|                | Magnus Ladulås              | alleen een fragment |                                              |                                   |

#### Balletten
| Voltooid in | titel  | aktes | première                                     | libretto | choreografie |
| ----------- | ------ | ----- | -------------------------------------------- | -------- | ------------ |
| 1958        | Linden |       | 30 april 1958, Stockholm, Koninklijk theater |          |              |

#### Toneelmuziek
- Anne av de tusen dagarna - tekst: Maxwell Anderson
- Musik till Sankta Lucia, toneelstuk ("kerkopera") - tekst: Martin Hagenfeldt
- Musik till skådespel av (Muziek voor een toneelstuk van) William Shakespeare en August Strindberg
- Färjestället, voor dwarsfluit, hobo, klarinet en strijkorkest

### Vocale muziek

#### Cantates
- 1933 Det ljusa landet, cantate voor solisten, gemengd koor en orkest, op. 11 - tekst: Joel Rundt
- 1944 Det röda korset, cantate voor spreker, gemengd koor en orkest - tekst: Erik Axel Karlfeldt
- 1966 Soluret och urnan, cantate voor bariton, gemengd koor en strijkorkest, op. 53

#### Werken voor koor
- 1932 De nakna trädens sånger, divertimento voor mannenkoor a capella, op. 7 - tekst: Sigfrid Siwertz
  1. Den unga lönnen
  2. Linden
  3. Björken
  4. Pilarna
  5. Ekarna
  6. Poppeln
- 1932 Flugsurr, voor mannenkoor a capella - tekst: Karl August Tavaststjerna
- 1940 Förklädd gud, lyrische suite voor spreker, sopraan, bariton, gemengd koor en orkest, op. 24 - tekst: Hjalmar Gullberg
- 1940 Väktarsånger, voor bariton för bariton, spreker, mannenkoor en orkest, op. 25 - tekst: Karl Ragnar Gierow
- 1941 Röster från Skansen, lyrische suite voor bariton, gemengd koor en orkest, op. 26 - tekst: Hjalmar Gullberg
- 1950 Nordens länder, voor gemengd koor a capella - tekst: Hans Dhejne
- 1958 Jordevandrarens pilgrimsdröm, voor gemengd koor a capella - tekst: Verner von Heidenstam
- 1969 Tre citat, voor gemengd koor a capella, op. 59 
  1. Ingen fågel flyger för högt (Birds are never soaring too high) - tekst: William Blake
  2. Kär blir stunden mig då - tekst: Horatius
  3. En hund kallad Ego - tekst: Friedrich Nietzsche
- Den befriade Prometheus, voor driestemmig vrouwenkoor en piano - tekst: Zweedse vertaling: Anders Österling
- Vinteräng, voor kinderkoor a capella - tekst: Harry Martinson

#### Liederen
- 1927 En spelmans jordafärd, ballade voor bariton en orkest, op. 1 - tekst: Dan Andersson
- 1946 Nio sånger, voor zangstem en piano , op. 35 - tekst: Hjalmar Gullberg
  1. Turandot
  2. Jag väntar månen
  3. Serenad
  4. Bortom berg och mörka vatten
  5. För vilsna fötter sjunger gräset
  6. Allmänna salen
  7. Skyn, blomman och en lärka
  8. Långt bortom detta
  9. Kyssande vind
- 1955 Tolv visor, voor zangstem en piano - tekst: Emil Hagström
  1. Magdalena
  2. Dans i Dödåker
  3. Den försmådde älskaren
  4. Den skämtsamma ålderdomen
  5. En visa från Roslagen
  6. En källa skall jag väl finna (Gullpudran)
  7. Kistemålaren
  8. Flickan med kyrkroten
  9. Akvarell
  10. Spansk fantasi
  11. Läkedomsört
  12. En visa till Ester
- 1955 Den tanklöse spelmannen och andra visor, voor zangstem en piano - tekst: Emil Hagström
- 1964 Åtta sånger, voor zangstem en piano, op. 52 - tekst: Gulli Lundström-Michanek
  1. I denna natt
  2. Du är bönen
  3. Det var oändligt
  4. Att vara två
  5. Nu är det åter stilla
  6. Ja, du är borta
  7. Och det skall komma många tysta dagar
  8. Stilla, älskade
- 1983 Ut mot udden, voor zangstem en piano - tekst: Karl-Ragnar Gierow

### Kamermuziek
- 1928 Sonate in g mineur, voor viool en piano, op. 3
- 1938 Intima miniatyrer, voor strijkkwartet, op. 20
- 1941 Tre nocturner, voor cello en harp
- 1944 Strijkkwartet nr. 1, op. 31
- 1955 Quartetto alla serenata, voor strijkkwartet, op. 44
- 1956 Vijf schetsen, voor strijkkwartet
- 1968 Quattro tempi divertimento, voor blaaskwintet, op. 55
- 1969 Sonatine, voor cello en piano, op. 60
- 1970 Drie stukken, voor klarinet en piano, op. 61
- 1972 Aubade, voor hobo, viool, altviool en cello, op. 63
- 1975 Strijkkwartet nr. 3, op. 65

### Werken voor orgel
- 1935 Preludium & postludium
- Älgarås brudmarsch

### Werken voor piano
- 1926 Sommarkvällar
- 1926 Tre poem
- 1926 Två humoresker
- 1932 10 tweestemmig pianostukken
- 1936 Sonatine nr. 1, op. 16
- 1946-1947 Croquiser, op. 38
- 1947 Sonatine nr. 2, op. 39
- 1950 Sonatiner, op. 41
- 1960 Twaalf kleine pianostukken, op. 47
- 1969 Gemakkelijk spelstukken, op. 56
- 1969 Vijf stukken, op. 57
- 1969 Zeven kleine Fuga's met Preludes in oude stijl, op. 58

### Filmmuziek
- 1941 Livet går vidare
- 1941 Första divisionen
- 1941 Bara en kvinna
- 1941 En kvinna ombord
- 1941 Snapphanar
- 1943 Elvira Madigan
- 1943 Kvinnor i fångenskap
- 1943 Det brinner en eld
- 1943 Herre med portfölj
- 1944 Kungajakt
- 1944 Narkos
- 1944 Excellensen
- 1944 Den osynliga muren
- 1944 Flickan och Djävulen
- 1944 Snöstormen
- 1945 Rosen på Tistelön
- 1945 Två människor
- 1945 Flickor i hamn
- 1946 Iris och löjtnantshjärta
- 1954 Herr Arnes penningar
- 1955 Enhörningen
- 1957 Nattens ljus
- 1958 Laila

## Publicaties
- Hur jag börjande, Musikvärlden, 1946
- Den svenske tonsättarens situation, interview door Göran Bergendal in: Nutida musik, 14, nr 2, 1970/1971.
- Att flyga som Mozart (Om te vliegen als Mozart), Stemmen in radio-televisie, 35, no 19, 1968.
- Organister och klockare i Uppland (1600-1870). Svartsjö kontrakt, Uppsala: Lundequistska bokh. (distr.), 1977. 140 p., ISBN 978-9-197-02280-4
- Uppländske spelmän under 4 århundraden, Uppsala: Upplands grafiska, 1980. 336 p., ISBN 978-9-197-02281-1
- Lars-Erik Larsson, interview door Sixten Nordström, in: Konsertnytt, nr 1, 1983/1984